# Monster Hunter (franchise)
Monster Hunter (モンスターハンター, Monsutā Hantā)  is een fantasy actierollenspel mediafranchise en computerspelserie van Capcom. Het eerste spel uit de spelserie was Monster Hunter die werd uitgebracht op de PlayStation 2 in 2004. De spellen zijn voor verschillende platforms ontwikkeld, zoals pc, spelcomputers en mobiel.
Tot januari 2018 heeft de serie wereldwijd 45 miljoen exemplaren verkocht, hoofdzakelijk in Japan en andere Aziatische landen.

## Spelprincipe
In de spellen neemt de speler de rol aan van een jager die met diverse wapens grote monsters te lijf gaat. Hiervoor dient er eerst genoeg objecten te worden verzameld om voorbereid te zijn voor de strijd. Als de speler het monster heeft verslagen, kan de speler objecten uit het monster halen zoals schubben, hoorns en andere lichaamsdelen. Hiervoor kan dan nieuwe wapens en kleding gemaakt worden om te strijden tegen andere monsters.
Elk spel bevat een modus voor één speler. Daarnaast bevatten de nieuwere versies een online multiplayerfunctie. Hiermee werken maximaal vier mensen van over de hele wereld samen om het monster te verslaan. De monsters in de online versie van het spel zijn ook moeilijker te verslaan en in sommige spellen uniek aan de online functie.

## Media in de franchise

### Computerspellen
| Titel                | Jaar van uitgave * | Platform                                  |
| -------------------- | ------------------ | ----------------------------------------- |
| Monster Hunter       | 2004               | PlayStation 2                             |
| Monster Hunter 2     | 2006               | PlayStation 2                             |
| Monster Hunter Tri   | 2009               | Wii                                       |
| Monster Hunter 4     | 2013               | Nintendo 3DS                              |
| Monster Hunter World | 2018               | PlayStation 4, Xbox One                   |
| Monster Hunter Rise  | 2021               | Nintendo Switch                           |
| Monster Hunter Wilds | 2025               | Windows, Playstation 5, Xbox Series X / S |

* jaar waarop het spel voor het eerst in Japan werd uitgegeven. PAL-regio volgt meestal een jaar later.

### Afgeleide spellen
| Titel                                         | Jaar van uitgave | Platform                                                  |
| --------------------------------------------- | ---------------- | --------------------------------------------------------- |
| Monster Hunter Frontier Online                | 2007             | Windows, Xbox 360                                         |
| Monster Hunter Diary: Poka Poka Airou Village | 2010             | PlayStation Portable, Nintendo 3DS                        |
| Monster Hunter Dynamic Hunting                | 2011             | iOS                                                       |
| Monster Hunter: Frontier G                    | 2013             | Windows, Xbox 360, PlayStation 3, Wii U, PlayStation Vita |
| Monster Hunter Online                         | 2013             | Windows                                                   |
| Monster Hunter Spirits                        | 2015             | Arcade                                                    |
| Monster Hunter Explore                        | 2015             | iOS, Android                                              |
| Monster Hunter Generations                    | 2015             | Nintendo 3DS, Nintendo Switch                             |
| Monster Hunter Stories                        | 2016             | Nintendo 3DS, Playstation 4, Playstation 5                |

### Anime
Er is in Japan een anime-serie met korte afleveringen uitgekomen genaamd MonHun Nikki Girigiri Airū-mura Airū Kiki Ippatsu. De serie werd voor het eerst uitgezonden op 10 augustus 2010.

### Stripboeken en ruilkaarten
In april 2008 kwam er een serie manga-stripverhalen genaamd Monster Hunter Orage uit in Japan. De serie werd getekend door Hiro Mashima en bestaat uit vier bundels.
Ook zijn er in 2008 ruilkaarten uitgebracht die zijn gebaseerd op de franchise. Er zijn zes type kaarten; Hunter, Otomo, Event, Quest, Target Monsters en Guild Monsters. Tot nu toe zijn er acht series van de kaarten uitgebracht.

### Film
In 2012 werd bekend dat regisseur Paul Anderson een afgeleide film zou maken van Monster Hunter. Het Duitse Constantin Film bevestigde dat zij de filmproductie gaan uitvoeren met een geplande uitgave voor 2017 of 2018.

## Muziek
De muziek die is gebruikt in de computerspelserie wordt ook jaarlijks ten gehore gebracht door het Monster Hunter Orchestra. Het eerste optreden van het orkest was vijf jaar na het uitkomen van het eerste computerspel. Sindsdien is er een jaarlijks goed bezocht concert in Japan met muziek uit zowel oude als nieuwe spellen van de serie. Na afloop verschijnt er een cd met muziek van het concert.